# Neommatissus zanatus
Neommatissus zanatus är en insektsart som först beskrevs av Kato 1933.  Neommatissus zanatus ingår i släktet Neommatissus och familjen Tropiduchidae. Inga underarter finns listade i Catalogue of Life.